# Delosperma lootsbergense
Delosperma lootsbergense är en isörtsväxtart som beskrevs av Lavis. Delosperma lootsbergense ingår i släktet Delosperma, och familjen isörtsväxter. Inga underarter finns listade i Catalogue of Life.